# エルンスト・エピック
エルンスト・ユリウス・エピック（Ernst Julius Öpik, 1893年10月23日 – 1985年9月10日）は、現在のエストニアの天文学者である。後半生は北アイルランドのアーマー天文台で活動した。主に小惑星、彗星、流星などの小天体の分野などを研究した。姓は「オピック」とも表記する。 
孫のレンビット・オピックは自由民主党所属の国会議員となり、祖父の遺志を受け継いでイギリスのスペースガード推進に貢献した。

## 人物

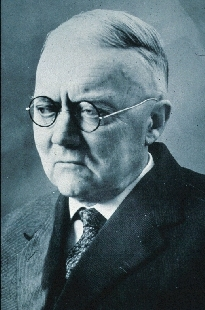
エルンスト・エピック

レーネ＝ヴィル県のクンダ出身。タリンの高校を出た後、モスクワの大学で学んだ。1916年にタシュケントの天文学部の学部長になり、1921年から、（ハーバード大学天文台に滞在した1930年から1934年の間を除いて）タルトゥの天文台で研究した。エストニアがソビエトに占領されるとドイツのハンブルクに逃れ、その後、北アイルランドのアーマーに移り、アーマー天文台で働き、1950年から1981年まで天文台の所長を務めた。1956年からはメリーランド大学の客員教授も務めた。1985年に北アイルランドのバンゴールで死去。
主に小惑星、彗星、流星の分野、惑星大気などを研究した。主な業績としては1915年の白色矮星の密度の計算、1932年に彗星の成因の理論を発表し、彗星が冥王星軌道の外のオールトの雲に起源を求めたこと、ヤルコフスキー効果を再発見したこと、月のクレーターの数から地球への隕石衝突の割合を割り出したこと、火星のクレーターの正確な数を探査機が到達する以前に割り出したことなどがある。

## その他
賞
- ブルース・メダル (1975年)
- イギリス王立天文学会ゴールドメダル (1976年)

命名
- 小惑星：(2099) エピック[1]
- 火星の衛星フォボスのエピッククレーター